# Atletisme als Jocs Olímpics d'Estiu de 1908 - 800 metres masculins
Els 800 metres masculins va ser una de les proves disputades durant els Jocs Olímpics de Londres de 1908. La prova es va disputar el 20 i 21 de juliol, amb la presència de 38 atletes d'11 nacions diferents. Les semifinals es van disputar el 20 de juliol i la final el 21 de juliol. La cursa es van disputar en una pista de 536,45 metres de circumferència o, cosa que és el mateix, 1⁄3 de milla.

## Medallistes
| Or                 | Plata               | Bronze            |
| Mel Sheppard (USA) | Emilio Lunghi (ITA) | Hanns Braun (GER) |

## Rècords
Aquests eren els rècords del món i olímpic que hi havia abans de la celebració dels Jocs Olímpics de 1908.
| Rècord del Món | 1' 53.4" (*)  | Charles Kilpatrick | Nova York (USA)   | 21 de setembre de 1895 |
| Rècord Olímpic | 1' 56.0" (**) | James Lightbody    | Saint Louis (USA) | 1 de setembre de 1904  |

(*) 880 iardes (= 804,68 m)
(**) Aquesta cursa es va disputar en una pista de 536,45 metres=1⁄3 de milla de circumferència.
En la final Mel Sheppard va establir un nou rècord olímpic i nou, tot i que no oficial, rècord del món, amb un temps de 1' 52.8", 3.2 segons més ràpid que l'establert per James Lightbody quatre anys abans.

## Resultats

### Semifinals
Les semifinals es disputen el 20 de juliol de 1908. El vencedor passa a la final, mentre la resta queden eliminats.
Semifinal 1
Ashford surt ràpid, però ven aviat pateix el cansament. La cursa va ser una lluita entre Bodor, Butterfield i Björn, els quals lideraren la cursa en un moment o altre d'ella, però finalment fou Bodor el vencedor. Lightbody, el vigent vencedor, queda eliminat.
| Posició | Atleta                   | Temps        | Qual. |
| ------- | ------------------------ | ------------ | ----- |
| 1       | Ödön Bodor (HUN)         | 1:58.6       | Q     |
| 2       | George Butterfield (GBR) | 1:58.9       |       |
| 3       | Evert Björn (SWE)        | Desconegut   |       |
| 4       | James Lightbody (USA)    | Desconegut   |       |
| —       | Frederick Ashford (GBR)  | No finalitza |       |
| —       | Henk van der Wal (NED)   | No finalitza |       |

Semifinal 2
La segona sèrie va ser menys disputada que l'anterior, amb Sheppard liderant-la la major part del temps; Lintott acabà ràpid, però arribà a quatre iardes del vencedor.
| Posició | Atleta                 | Temps      | Qual. |
| ------- | ---------------------- | ---------- | ----- |
| 1       | Mel Sheppard (USA)     | 1:58.0     | Q     |
| 2       | James Lintott (GBR)    | 1:58.8     |       |
| 3       | R. Irving Parkes (CAN) | Desconegut |       |

Semifinal 3
Halstead agafa el liderat en arribar als 500 metres i supera a Lee per dues iardes.
| Posició | Atleta              | Temps      | Qual. |
| ------- | ------------------- | ---------- | ----- |
| 1       | John Halstead (USA) | 2:01.4     | Q     |
| 2       | John W. Lee (GBR)   | 2:01.7     |       |
| 3       | George Morphy (GBR) | Desconegut |       |
| 4       | József Nagy (HUN)   | Desconegut |       |

Semifinal 4
Lunghi trenca la cursa en passar per primera vegada per la línia d'arribada.
| Posició | Atleta                   | Temps        | Qual. |
| ------- | ------------------------ | ------------ | ----- |
| 1       | Emilio Lunghi (ITA)      | 1:57.2       | Q     |
| 2       | Harry Coe (USA)          | 1:58.0       |       |
| 3       | Lloyd Jones (USA)        | Desconegut   |       |
| —       | Stefanos Dimitrios (GRE) | No finalitza |       |
| —       | L. J. Manogue (GBR)      | No finalitza |       |

Semifinal 5
Cursa molt disputada tot i que Beard liderà la carrera en tot moment. Buddo i Astley van intentar, en va, agafar a Beard en la segona volta. Astley arribà a superar a Buddo, però quedà a un peu de Beard.
| Posició | Atleta                  | Temps        | Qual. |
| ------- | ----------------------- | ------------ | ----- |
| 1       | Clarke Beard (USA)      | 1:59.8       | Q     |
| 2       | Arthur Astley (GBR)     | 1:59.9       |       |
| 3       | Donald Buddo (CAN)      | Desconegut   |       |
| 4       | Oskar Quarg (GER)       | 2:10.0       |       |
| —       | Edward Dahl (SWE)       | No finalitza |       |
| —       | Charles M. French (USA) | No finalitza |       |

Semifinal 6
Just guanya clarament.
| Posició | Atleta                | Temps        | Qual. |
| ------- | --------------------- | ------------ | ----- |
| 1       | Theodore Just (GBR)   | 1:57.8       | Q     |
| 2       | Andreas Breynck (GER) | 2:06.0       |       |
| —       | Frank Danielson (SWE) | No finalitza |       |
| —       | Arie Vosbergen (NED)  | No finalitza |       |

Semifinal 7
Bromilow lidera la major part de la cursa, però en la darrera volta Braun passa de la tercera a la primera posició.
| Posició | Atleta                  | Temps        | Qual. |
| ------- | ----------------------- | ------------ | ----- |
| 1       | Hanns Braun (GER)       | 1:58.0       | Q     |
| 2       | Joseph Bromilow (USA)   | 1:58.3       |       |
| 3       | Harold Holding (GBR)    | 1:58.5       |       |
| —       | Bram Evers (NED)        | No finalitza |       |
| —       | Horace Ramey (USA)      | No finalitza |       |
| —       | Fredrik Svanström (FIN) | No finalitza |       |

Semifinal 8
Crawford guanya clarament la cursa.
| Posició | Atleta                       | Temps      | Qual. |
| ------- | ---------------------------- | ---------- | ----- |
| 1       | Ivo Fairbairn-Crawford (GBR) | 1:57.8     | Q     |
| 2       | Kristian Hellström (SWE)     | 2:00.0     |       |
| 3       | Harvey Sutton (ANZ)          | 2:00.0     |       |
| 4       | Francis Sheehan (USA)        | Desconegut |       |

### Final
La final es disputà el 21 de juliol. Crawford comença molt ràpid, cosa que el duu a tenir quinze iardes d'avantatge a la meitat de la primera volta, però al final de la volta es va desplomar a la pista per l'esgotament. Sheppard passà a liderar la cursa per davant Lunghi i Just. Al pas pels 400 metres el temps era de tan sols 53 segons, un ritme impossible de mantenir. Els intents de Lunghi per superar Sheppard no reeixiren i finalment va guanyar per 11 iardes. Els primers quatre classificats superaren el rècord olímpic de James Lightbody establert quatre anys abans, i el vencedor superà el rècord del món que datava de 1895.
| Posició | Atleta                       | Temps        |
| ------- | ---------------------------- | ------------ |
| 1       | Mel Sheppard (USA)           | 1:52.8 WR    |
| 2       | Emilio Lunghi (ITA)          | 1:54.2       |
| 3       | Hanns Braun (GER)            | 1:55.2       |
| 4       | Ödön Bodor (HUN)             | 1:55.4       |
| 5       | Theodore Just (GBR)          | 1:56.4       |
| 6       | John Halstead (USA)          | Desconegut   |
| —       | Clarke Beard (USA)           | No finalitza |
| —       | Ivo Fairbairn-Crawford (GBR) | No finalitza |